# Crocidura baletei
Crocidura baletei és una espècie de mamífer eulipotifle de la família de les musaranyes (Soricidae). És endèmica de l'illa indonèsia de Sulawesi, on viu a altituds d'entre 1.400 i 1.600 msnm. És una musaranya molt petita. L'holotip tenia una llargada de cap a gropa de 119 mm, la cua de 50 mm, les potes posteriors de 12 mm i les orelles de 8 mm. Pesava 4,9 g. Té el pelatge de color marró. Fou anomenada en honor del difunt mastòleg filipí Danilo S. Balete. Com que fou descoberta fa poc, l'estat de conservació d'aquesta espècie encara no ha estat avaluat formalment.